# Pidpilne, Novomoskovsk
Pidpilne (în ucraineană Підпільне) este un sat în comuna Znamenivka din raionul Novomoskovsk, regiunea Dnipropetrovsk, Ucraina.

## Demografie
Componența lingvistică a localității Pidpilne
     Ucraineană (99,61%)
     Alte limbi (0,39%)
Conform recensământului din 2001, majoritatea populației localității Pidpilne era vorbitoare de ucraineană (99,61%), existând în minoritate și vorbitori de alte limbi.